# لاي فاي
لاي فاي أو «Li-Fi» إختصار لمصطلح، و أقرب المعاني لهذا المصطلح هو ( العمل وفق الإضاءة أو الاعتمادية على الضوء "LED" ) و بالمعنى العملي لهذه التقنية
هو نقل البيانات عن طريق الضوء .
وهي تقنية اتصالات لاسلكية ضوئية عالية السرعة، تعتمد على الضوء المرئي كوسيلة لنقل البيانات بدلا من ترددات الراديو التقليدية الواي فاي «WiFi»، وهي من ابتكار أستاذ هندسة الاتصالات بجامعة أدنبرة باسكتلندا “هارلد هاس” وقد صنفت كواحدة من أفضل الابتكارات لعام 2011 حسب مجلة التايم الأمريكية.

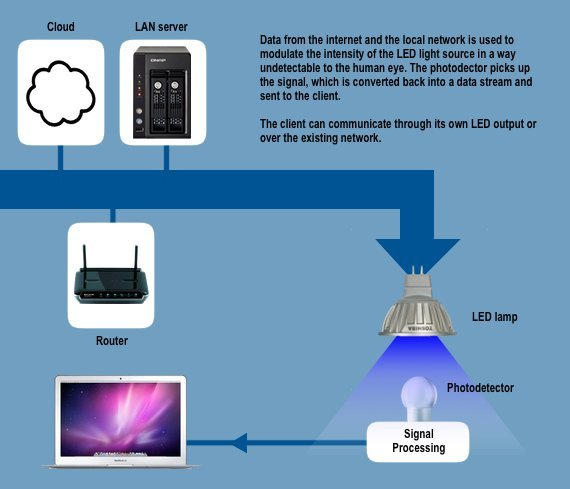
تقنية لاي فاي

## مميزاتها

### الأمان
عملية نقل البيانات باستخدام تقنية Li-Fi تكون محصورة في المساحة التي يصلها الضوء، وبالتالي لن يتم تسريبها للخارج، وهذا سيفوت الفرصة على المخترقين والمتجسسين للوصول إلى الأجهزة والهواتف لسرقة البيانات، فهذه لا تعتمد على موجات الراديو مثل باقي التقنيات الموجودة حاليا، ولكنها تعتمد على موجات الضوء المرئي، وهذا يجعل التحكم بها و توجيهها سهل للغاية على عكس موجات الراديو التي لا يمكن التحكم بها بأي حال من الأحوال فهي في كل مكان!
وقد يعتبر البعض هذه السمة عيب في هذه التقنية حيث ستكون عملية نقل البينات مقتصرة فقط على مكان محدود، إلا أن انتشار المصابيح الكهربائية في كل مكان لن يشعر المرء بقصور في هذه التقنية الجديدة!

### السرعة
من أهم المميزات التي تقدمها تقنية Li-Fi هي السرعة الجبارة في نقل البيانات، فالتقنية تعتمد على موجات الضوء المرئي، ومن المعلوم أن موجات الضوء المرئي ذات تردد أكبر من تردد موجات الراديو بمقدار 10000 ضعف، حيث أظهرت الاختبارات أن تقنية "Li-Fi" يمكنها التنزيل بسرعة 1.5 جيجابايت في الثانية.

### التكاليف
بفضل تقنية Li-Fi فلن نحتاج إلى المزيد من الأسلاك و التوصيلات والكابلات، كما أننا لن نحتاج إلى بناء أبراج ومحطات جديدة، لأننا بالفعل نمتلك “البنية التحتية” لهذا التقنية، وهي المصابيح الكهربائية، التي يقدر عددها بالمليارات من المصابيح، لذا يمكن اعتبار كل مصباح محطة تقوية قائمة بذاتها!

### التشويش
تقنية Li-Fi لا تشوش على أجهزة الملاحة والأجهزة الطبية و الصناعية الحساسة، مثلما تفعل تقنيات الاتصال المعتمدة على موجات الراديو، ولهذا فإنه باستخدام تقنية Li-Fi الضوئية يمكن استخدام الإنترنت عبر الهواتف والحواسيب المحمولة واللوحيات في المستشفيات و الطائرات والمصانع بل وحتى المنشآت الصناعية الحساسة مثل: مصانع البتروكيماويات والتي قد يحدث فيها “كوراث” في حالة وصلتها موجات الراديو، ولذا تعد تقنية Li-Fi الأكثر ملائمة في مثل هذه الحالات!
يمكن التعبير عن المميزات كالآتي
1- الأطياف الشاغرة ( Radio Spectrum )
أكثر ما يميز هذه التقنية هو عدم اعتمادها على أطياف الراديو ,فهناك مشكلة تكبر يوما بعد يوم وهو انه لم يعد هناك شاغر في اطياف الراديو المستخدمة حاليا و صعوبة إدارة هذه الأطياف لدرجة تسمية هذه المشكلة بأزمة الأطياف.
2- سوف تسمح بدخول خدمات اللاسلكي لاماكن كان محضور استخدام اللاسلكي فيها بسبب تشويشها على بعض الاجهزة الحساسة بها مثل المستشفيات و الطائرات و المنشئات العسكرية ...الخ .
3- أطياف الضوء اعرض ب 10000 مرة من أطياف الراديو مما يسمح بنقل كميات ضخمة من البيانات بسرعات أكبر .
4- وجود البنية التحتية لهذه التقنية مسبقا ( الكهرباء ) فهي موجودة في كل مكان و ما ينقصك هو فقط مصباح LED يحمل مستقبل و مرسل .
5- توفير الطاقة في كل من المنازل والأجهزة ف LED تعتبر موفر حقيقي للطاقة مقارنتا بباقي المستقبلات اللاسلكية .
6- السعر المنخفض لمصابيح LED فهي رخيصة و تتمتع بعمر طويل عمليا .
7- التلوث الإشعاعي حيث أن LED أمنة فهي عباره عن ضوء فقط .
8- متوفر في كل مكان تقريبا حيث أن الإضاءة موجودة في كل مكان فتقريبا لا يخلو مكان من وجود اضاءة .
9- الأمن حيث أن البيانات سوف تكون محصورة بين الجدران عند استقبالها فلا مجال لتسربها .

## لاي فاي هي المستقبل

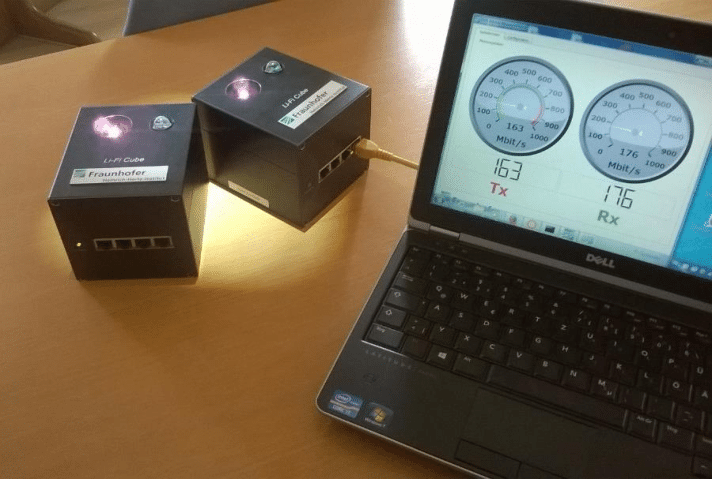
تُظهر الصورة أجهزة "Li-Fi Cube" من فراونهوفر المتصلة بجهاز كمبيوتر محمول من Dell، وتوضح قدرات تقنية Li-Fi

يزداد انتشار الاتصالات اللاسلكية التي تعتمد على موجات الراديو ويزداد معها بشكل مهول انتشار الأجهزة التي تبث وتستقبل البيانات عبر الإنترنت من خلال شبكات المحمول أو من خلال شبكات الواي فاي، وتشير كل الأرقام والإحصائيات إلى ازدياد غير مسبوق في كمية البيانات كنتيجة طبيعية لزيادة أعداد الأجهزة المحمولة التي لها القدرة على الاتصال بالإنترنت وإرسال واستقبال البيانات، كذلك الانتشار المتزايد للهواتف الذكية المتصلة بالإنترنت وما تحتويه من مزايا متقدمة مثل: إجراء المكالمات الهاتفية بالفيديو، و سهولة الوصول إلى المواقع الاجتماعية.
كل هذه الأسباب و أكثر أدت في النهاية إلى ما نراه الآن من الزيادة غير المسبوقة في استهلاك البيانات، وبالتالي زيادة الضغط على الشبكات اللاسلكية الحالية، وهنا تبرز حلول مؤقتة تتمثل في توسيع الشبكات اللاسلكية و ترقيتها، إلا أن هذه الحلول لم تفِ بالمتطلبات، وما زالت الشبكات اللاسلكية الحالية عاجزة عن مسايرة هذا الكم الهائل من البيانات، لذا يكون المخرج الوحيد من هذه المشكلة هو التوجه لاستخدام وسائل جديدة لم تستخدم بعد لنقل البيانات، ويستطيع الضوء المساهمة في حل هذه المشكلة لأنه يتيح طيف من الترددات المغناطيسية أكبر 10000 مرة من من موجات الراديو التي تعتمد عليها تقنية الواي فاي.

## طريقة العمل
المبدأ الأساسي لهذه التقنية يعتمد على العرض الطيفي ( Board of spectrum ) الخاص بالضوء هنا المقصود عرض الترددات ، حيث أن العرض
الترددي للضوء أكبر ب 10000 مرة من العرض الترددي الخاص بال Wi-Fi مما يسمح بوجود عرض ترددي واسع جدا يمكن الاستفادة منة ، و يتم عمل ذلك من
خلال المصابيح و لكن ليست أي مصابيح حيث يجب أن تكون مصابيح LED بالتحديد !!! و السبب في ذلك هو أن إضاءة ال LED تكون بالأصل متقطعة (flickering) بمعدلات عالية
جدا حيث لا تدرك إبصارنا هذا التقطع ، و يفيد هذا التقطع بإنشاء ما يسمى ب Binary Code أي 0 و 1 وهو الشكل الأصلي للبيانات في أجهزة الحواسيب ... كما أن هذه التقنية لا تولد أي
إشعاع كما في ال Wi-Fi فهو في النهاية ضوء .
يجب أن تكون المصابيح مضاءة حتى تستطيع الاتصال بالشبكة، ولكن هذا لا يشكل عائقا كبيرا، فمثلا الشركات والمصانع تستخدم المصابيح بصورة تقليدية أثناء فترة العمل، كذلك المنازل تستخدم الإضاءة أثناء الليل، لكن على الرغم من ذلك فإنك لست مضطرا لإضاءة تلك المصابيح أثناء فترة النهار، لأنه يمكن لهذه المصابيح تخفيض إضاءتها بحيث لا يمكن ملاحظتها ومع ذلك تستمر عملية نقل البيانات ولكن بسرعة أقل، وفي كل الأحوال يجب أن يكون المكان ذا إضاءة جيدة فكلما كانت الإضاءة جيدة كانت سرعة نقل البيانات أسرع، وكلما كانت الإضاءة خافتة كانت السرعة أقل.
لن نحتاج إلى مصابيح من نوع خاص، فقط سنحتاج إلى دمج رقاقة صغيرة داخل المصباح لبث البيانات، وبالتالي سنحتاج لاستبدال المصابيح الموجودة حاليا بمصابيح LED ذات الضوء الأبيض تحمل تلك الرقاقات، وهي ليست غالية فسعرها لا يختلف عن سعر المصابيح العادية!
لن يشوش ضوء الشمس أو أي مصدر إضاءة آخر على عملية نقل البيانات، لأن هذه التقنيات تعتمد على رقائق تقوم بترشيح وفلترة لضمان عدم تأثر عملية نقل لبيانات، وبالتالي فإن وجود أي مصادر ضوء إضافية فإنها لا تقوم بأي تأثير يذكر على عملية نقل البيانات.

## وصلات خارجية
- «Li-Fi»... تقنية إتصال جديدة تعتمد الضوء
- الكمبيوتر الكفي - Ce4Arab - التقنية الجديدة في نقل البيانات Li-Fi تهدد الجميع دون استثناء